# Xylocopa flavorufa
Xylocopa flavorufa är en biart som först beskrevs av Degeer 1778.  Xylocopa flavorufa ingår i släktet snickarbin, och familjen långtungebin.

## Underarter
Arten delas in i följande underarter:
- X. f. flavorufa
- X. f. harrarensis
- X. f. kristenseni